# Gunungsari (Ulubelu)
Gunungsari is een bestuurslaag in het regentschap Tanggamus van de provincie Lampung, Indonesië. Gunungsari telt 3876 inwoners (volkstelling 2010).